# Selaginella ornata
Selaginella ornata är en mosslummerväxtart som först beskrevs av Hook och Grev., och fick sitt nu gällande namn av Antoine Frédéric Spring. Selaginella ornata ingår i släktet mosslumrar, och familjen mosslummerväxter. Inga underarter finns listade i Catalogue of Life.